# Jean Mikorski
Jean Mikorski – francuski szermierz, szablista. Członek francuskiej drużyny olimpijskiej w 1908 roku.